# Love + IDOL
Love + IDOL（らぶあいどる）とは、2008年4月から2010年3月までMONDO21で放送されていたアイドル番組。
人気グラビアアイドルを中心としたイメージビデオの話題作から、懐かしの作品までを厳選して紹介していた。

## 出演アイドル
1. 南明奈 「スマイル×2アッキーナ」
2. 秋山莉奈 「悪戯な彼女。」
3. 安めぐみ 「Venus」
4. 磯山さやか 「mou」
5. 相澤仁美 「”ｈ”」
6. 矢吹春奈 「Lady Iris」
7. 川村ゆきえ 「Reverse」
8. 小倉遥 「Sweet Kitty」
9. 大久保麻梨子 「Mermaid Line」
10. 長崎莉奈 「りな日和」
11. 小倉優子 「ゆうこりんのススメ」
12. 杏さゆり 「杏の挑戦」
13. 愛川ゆず季 「太陽がイッパイ！」
14. 安藤沙耶香 「fascino」
15. 木口亜矢 「極上アイドル！」
16. 小向美奈子 「REVOIR」
17. 佐藤寛子 「秘密」
18. 熊田曜子 「Favorite」
19. 南明奈 「アッキーナ」
20. 小泉麻耶 「キミのとなりで」
21. 夏川純 「Angelic Smile」
22. 森下千里 「APHRODITE〜恋の女神〜」
23. 川村ゆきえ 「夏・少女」
24. 磯山さやか 「Choo Choo」
25. 矢吹春奈 「a close relationship」
26. 小倉優子 「とっても甘い」
27. 滝沢乃南 「あなたと・・・」
28. 小倉遥 「Waku Wakuさせて」
29. 浜田翔子 「微熱」
30. 熊田曜子 「With」
31. 小阪由佳 「Mellow」
32. 佐藤寛子 「太陽の奇跡 〜in サルデニア島」
33. 石井めぐる 「夏めぐる」
34. 川村ゆきえ 「ゆっきータイフーン」
35. 大久保麻梨子 「message」
36. 小倉優子 「feminine」
37. 佐野夏芽 「パイなつプルン」
38. 佐藤和沙 「SPARK！」
39. 堀田ゆい夏 「恋ゆい夏 〜from Tokyo」
40. 岩佐真悠子 「Good Life, Good Today」
41. 秦みずほ 「colour field」
42. 森下千里 「ARTEMIS（アルテミス）〜月の女神〜」
43. 小田あさ美 「Cutie Witch」
44. 佐藤寛子 「幻想の都〜in ローマ」
45. 南明奈 「あきないあきな」
46. 安田美沙子 「Happiness」
47. 川村ゆきえ 「ゆきえマニア」
48. 夏川純 「Breeze」
49. 小泉麻耶 「麻耶ノキモチ」
50. 小阪由佳 「ゆかいろ」
51. 滝沢乃南 「楽園」
52. 矢吹春奈 「Flare-フレア-」
53. 二宮歩美 「ニノヨン」
54. 堀田ゆい夏 「ゆい夏」
55. 安藤沙耶香 「ヒーリング・ビーナス」
56. 瀬戸早妃 「CLOVER」
57. KONAN 「KONAN-ism」
58. 愛川ゆず季 「シトロン」
59. 原田まり 「beloved」
60. 川村ゆきえ 「Love Vacation」
61. 青島あきな 「ナマ★ドル てげ〜、むじい! 」
62. 滝沢乃南 「逃亡」
63. 桐村萌絵 「もえの楽園」
64. 鎌田奈津美 「もっと！鎌田奈津美」
65. 熊田曜子 「深愛」
66. 木口亜矢 「Shaved ice」
67. 中村知世 「ちせきらら」
68. 時東ぁみ 「ドキドキ、トキメキ 時東ぁみ」
69. 寺田有希 「寺田白書はいかが？」
70. 矢吹春奈 「FLOWER」
71. 時東ぁみ 「しっとり、まったり」
72. 愛梨 「あいりんく」
73. 原幹恵 「夢の扉」
74. 熊田曜子 「Wonder Land」
75. 谷桃子 「Peach Fizz」
76. 小阪由佳 「まぶしくて」
77. 原幹恵 「恋の扉」
78. 滝沢乃南 「悪戯な視線」
79. 西田麻衣 「Mai Life」
80. 池田夏希 「Morning glory」
81. 助川まりえ 「まりりんの休日」
82. 外岡えりか 「Refreshing」
83. 伊藤えみ 「Escalation」
84. 加藤沙耶香 「Fan38Haif!!!」
85. 秋山莉奈 「Wonderful」
86. 桐山瑠衣 「ピーチ！コレクション」
87. 遠藤舞 「FANTASY」
88. 秋山優 「Kiss you」
89. 大友さゆり 「極上アイドル！！」
90. 平田弥里 「ミサトさん」
91. 滝沢乃南 「白桃郷」
92. 長澤奈央 「NAO SIZE」
93. 吉田もも 「ピーチパイ」
94. 小田あさ美 「Nineteen Breeze」
95. 助川まりえ 「月とマシュマロ」
96. 滝沢乃南 「和 ～nagomi～」
97. 小倉優子 「恋しくて」
98. 秋山莉奈 「I Love オシリーナ」
99. 小野真弓 「malolo」
100. KONAN  「コナミルク」
101. 重盛さと美 「Pure Smile」
102. 小泉麻耶 「Pure Smile」
103. 伊藤えみ 「フェミニン」
104. 川原真琴 「夏の思い出は胸にしまって」